# کتانجک
کتانجک، کِلپ (به انگلیسی: Kelp) یا اشنه دریایی نوعی جلبک بزرگ است.
برخلاف ظاهر گیاهی‌اش کتانجک را جزء گیاهان طبقه‌بندی نمی‌کنند بلکه آن را در گروه آغازیان (Protista) به‌شمار می‌آورند.
کتانجک‌ها از ردهٔ قهوه‌ای‌جُلبکان و شاخه ناجورتاژکان هستند. این گیاه در غرب، معمولاً در خطوط ساحلی اسکاتلند غربی، نروژ و سواحل اقیانوس اطلس در آمریکای شمالی پیدا می‌شود.

## ویژگی‌ها
گیاه اشنهٔ دریایی که بوی تندی دارد، به شکل بادبزن و دارای بافت نازک چرمی شکل می‌باشد. ساقه‌های برگی بادوام این گیاه به رنگ‌های زرد و سبز مایل به قهوه‌ای هستند و طول آنها به یک متر می‌رسد و ساقهٔ اصلی گیاه توسط یک بادکش گرد به صخره می‌چسبند. سرتاسر ساقه‌های برگی، را رگبرگ‌های برجسته‌ای با کیسه‌های هوایی زوجی پوشانیده‌اند. در نوک موجدار ساقه‌های برگی؛ یعنی محل که ساقه برگی تقسیم می‌شود، حفره‌های کروی شکلی وجود دارد که از لعاب لزج شفافی پر شده‌اند.

## ارزش غذایی و زیست‌محیطی
کتانجک نه تنها یک سبزی خوراکی دریایی سنتی و همچنین یک کود است، دارای خواص دارویی نیز می‌باشد. اشنهٔ دریایی، منبع ید می‌باشد که مادهٔ معدنی پرارزشی به حساب می‌آید؛ زیرا غده تیروئید بدان نیاز دارد. متخصصان طب گیاهی. کمپرس اشنهٔ دریایی را برای تسکین درد روماتیسمی مفاصل متورم تجویز می‌کنند.
به خاطر وجود ید و خاصیت غنی آن، کتانجک در بسیاری از سرزمین‌ها به عنوان دارویی برای پیشگیری از گواتر شناخته‌شده‌است. با این همه برخی پژوهشگران دریافته‌اند که این گیاه می‌تواند در متعادل کردن یا بازگرداندن غدهٔ متورم پروستات به حالت عادی و نیز برخی اختلال‌های خاص مردانهٔ دیگر، نقش مهمی ایفا کند. در واقع عملکرد کتانجک بر روی پروستات، در قالب تقویت مواد غذایی مورد نیاز این عضو و میزان گردش خون در بافت‌های آن است.
اشنه دریایی مانند دیگر جلبک‌ها سرشار از مواد معدنی و الیاف است و خاصیت ژل‌گونه آن سبب شد تا از کتانجک در فراورده‌ای آرایشی و به عنوان ویتامین و خوراک دام هم استفاده شود.
کتانجک در ژاپن به عنوان سالاد استفاده می‌شود. در حال حاضر در صنعت کشت کتانجک، چین پیشرو است. این کشور در سال ۲۰۱۵ میلادی بیش از هفت میلیون تن کتانجک تولید کرد.
کتانجک ظرفیت آن را دارد که اسیدیته اقیانوس‌ها را به شدت کاهش دهد. این گیاه به‌طور طبیعی در آب‌های سرد می‌روید و نیاز به کود ندارد. اشنه دریایی دی‌اکسید کربن زیادی را نیز جذب می‌کند که برای کاستن از اثرات تغییر آب‌وهوایی مهم است.

## نگارخانه

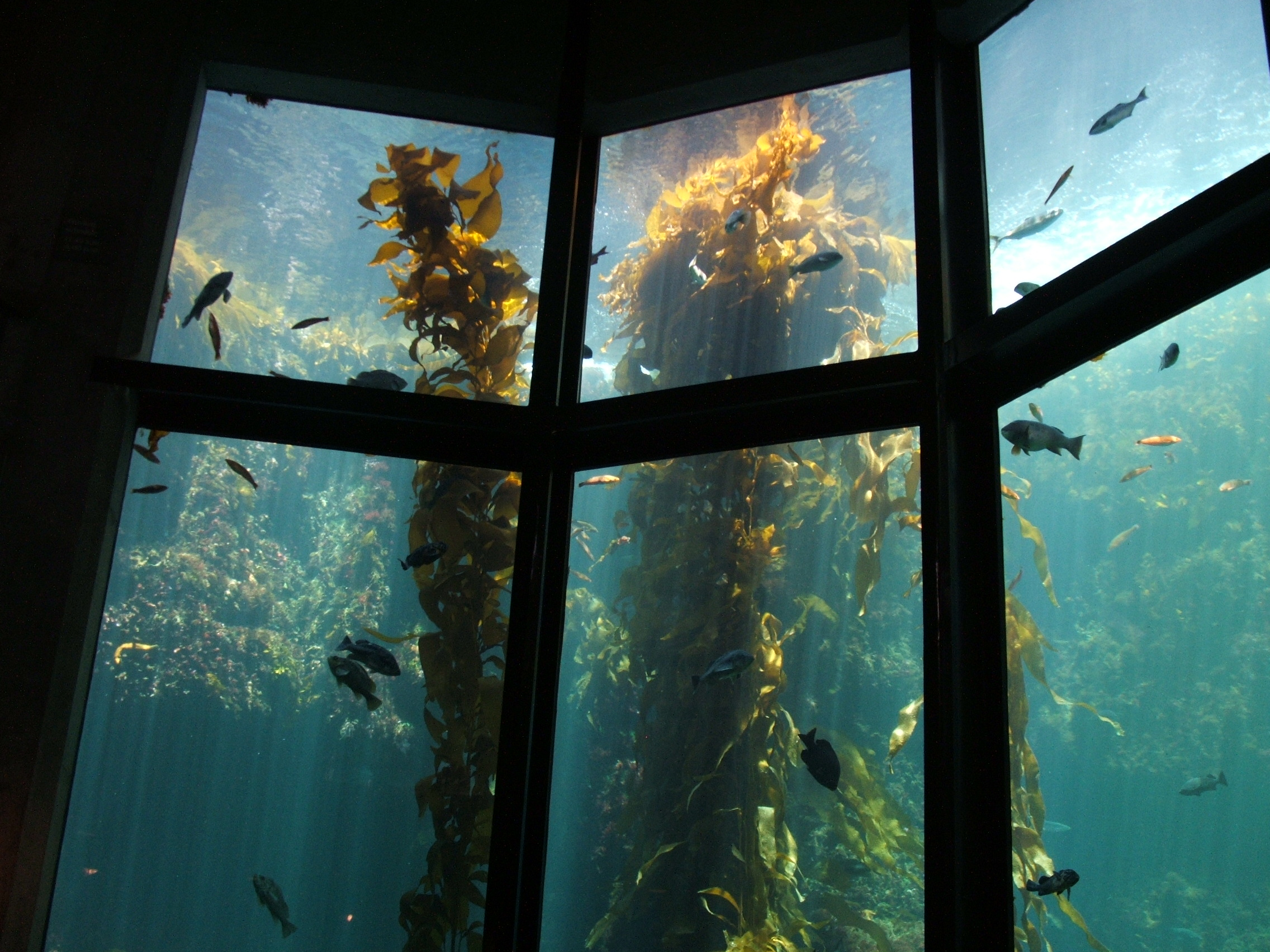
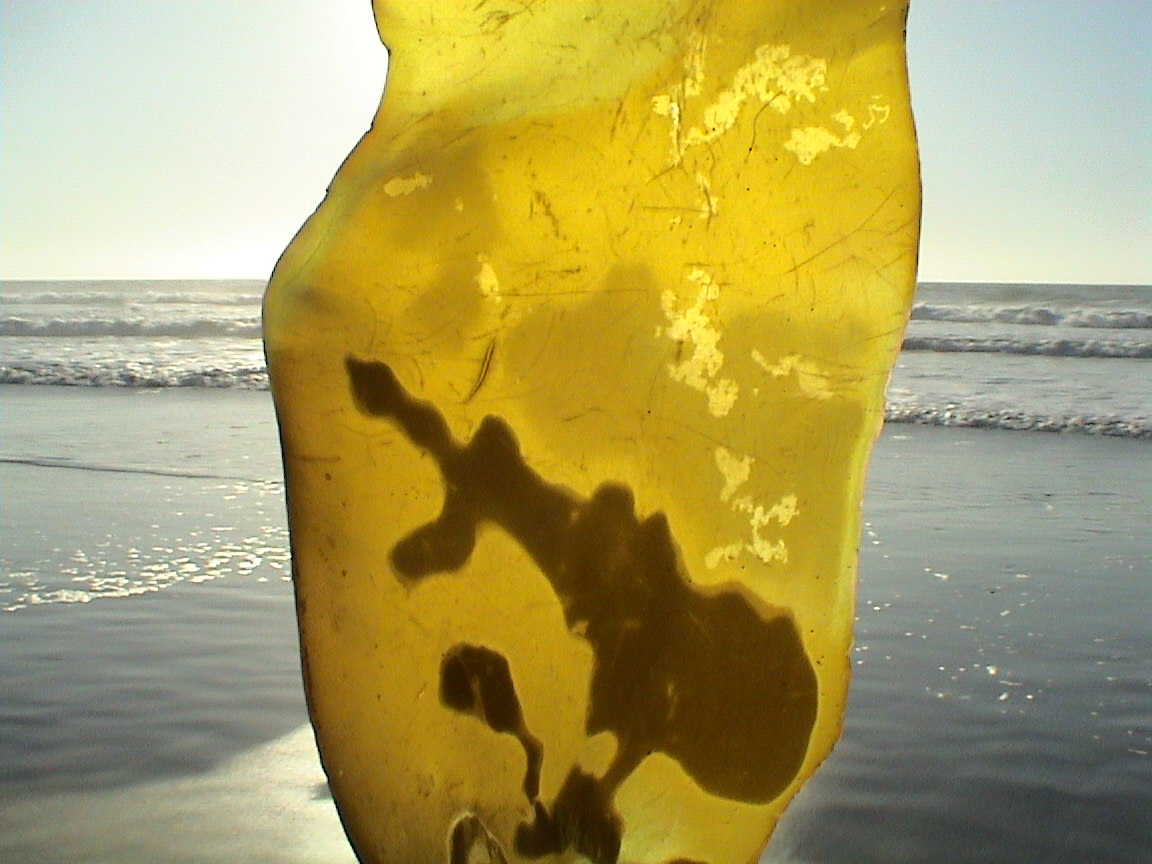
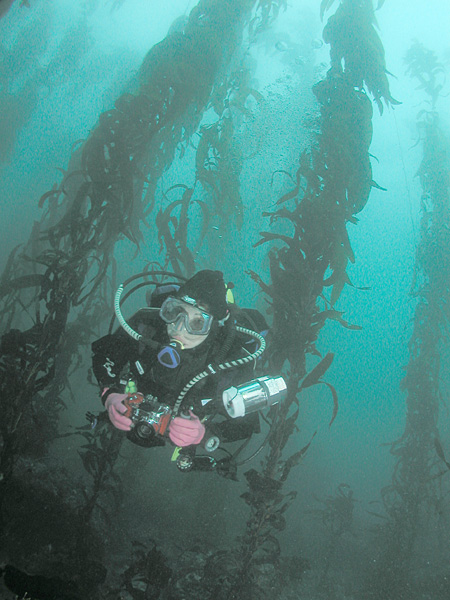
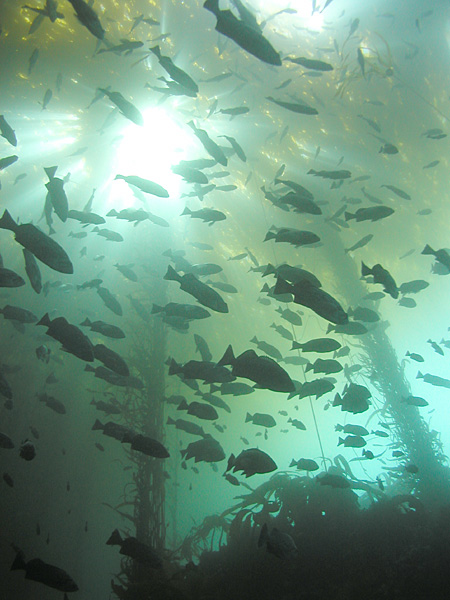
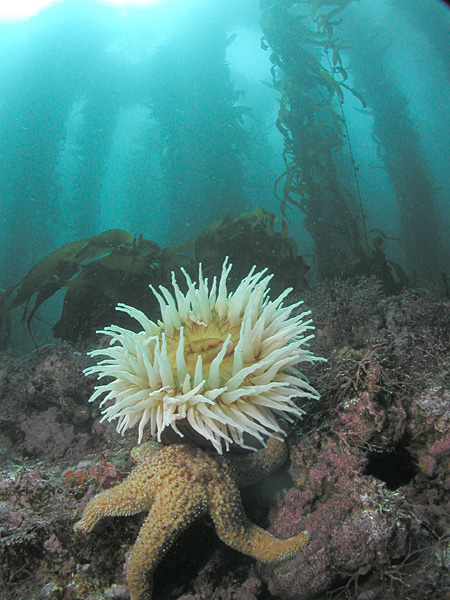
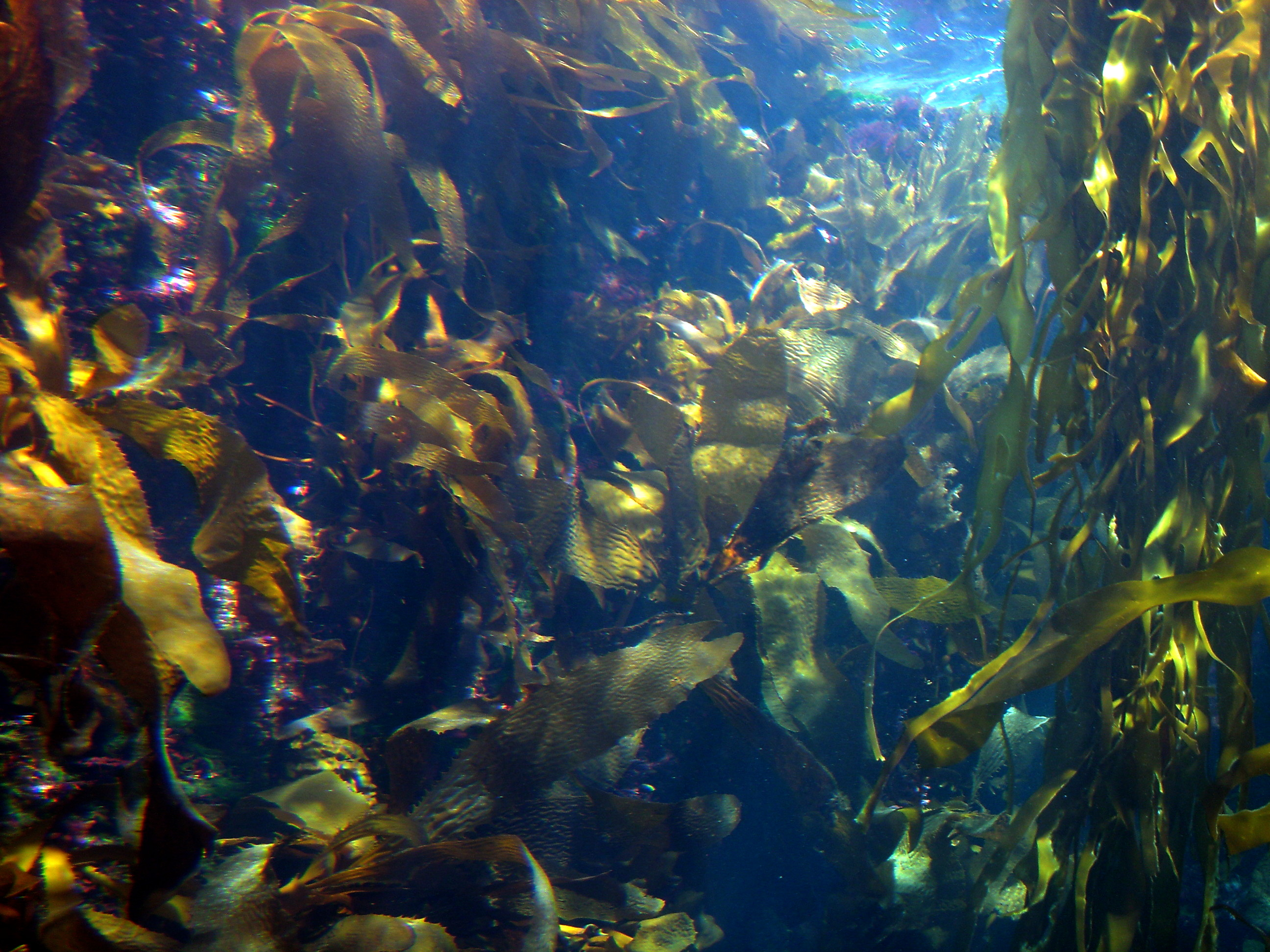
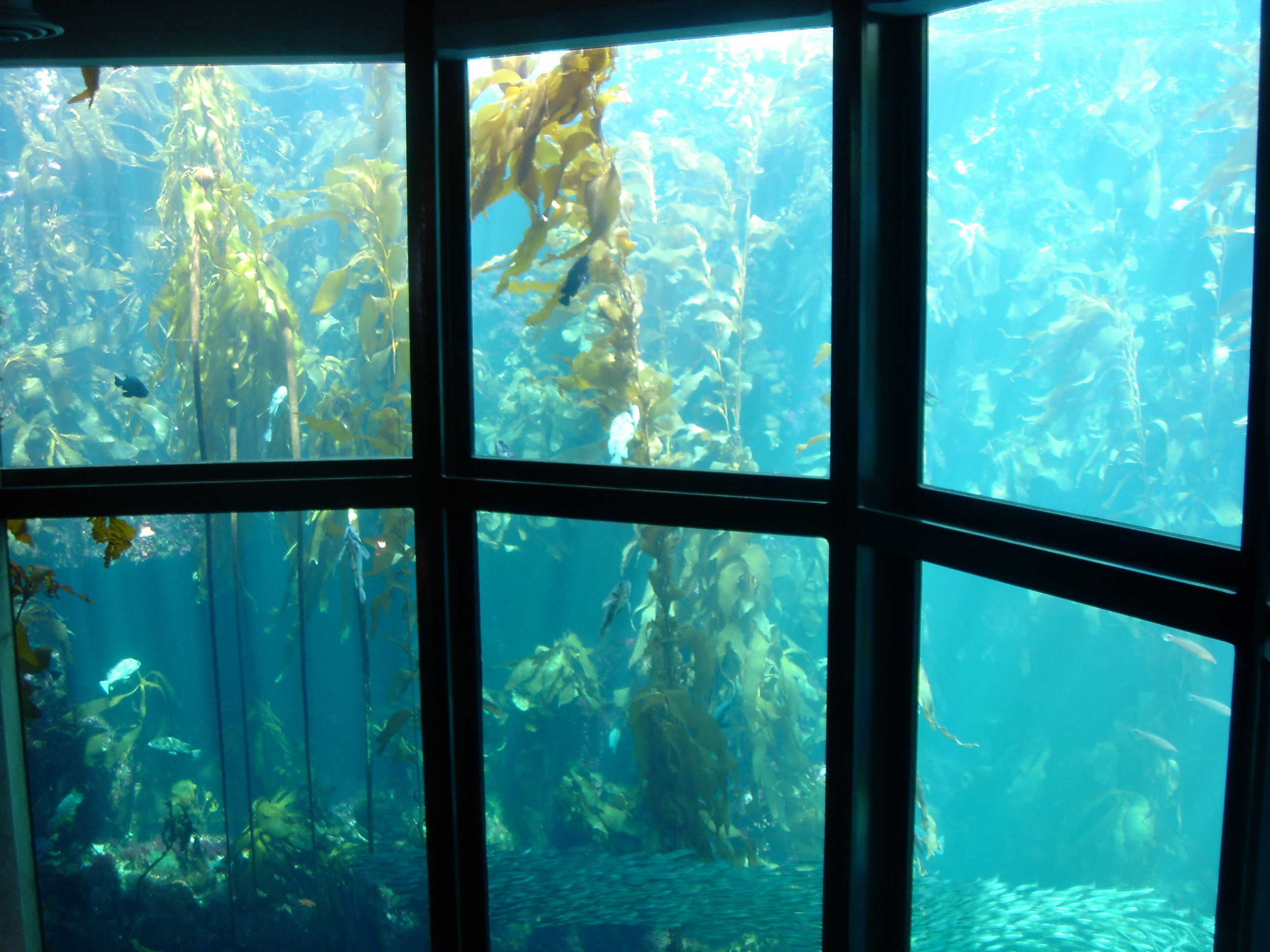
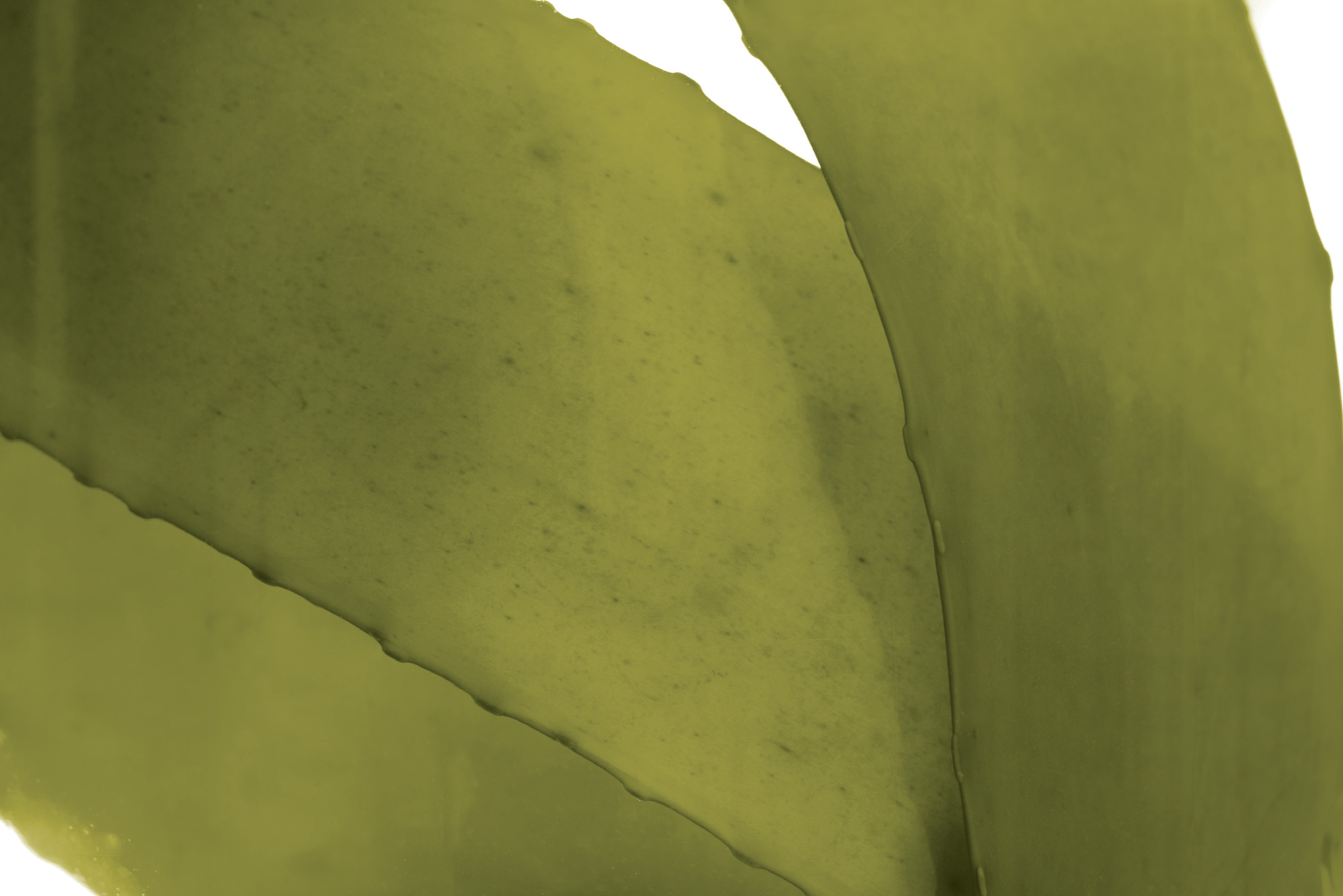